# Classe Tarantinos
La classe Tarantinos, connu également sous le nom de classe Santa Fe, se composait de trois sous-marins construits pour l'Armada de la República Argentina conçue par l'ingénieur naval italien Virginio Cavallini. 
Cette classe a été opérationnelle pendant toute la Seconde Guerre mondiale, bien qu'elle n'ait participé à aucune opération de guerre, et n'a été définitivement retirée du service qu'en 1960.

## Conception et description

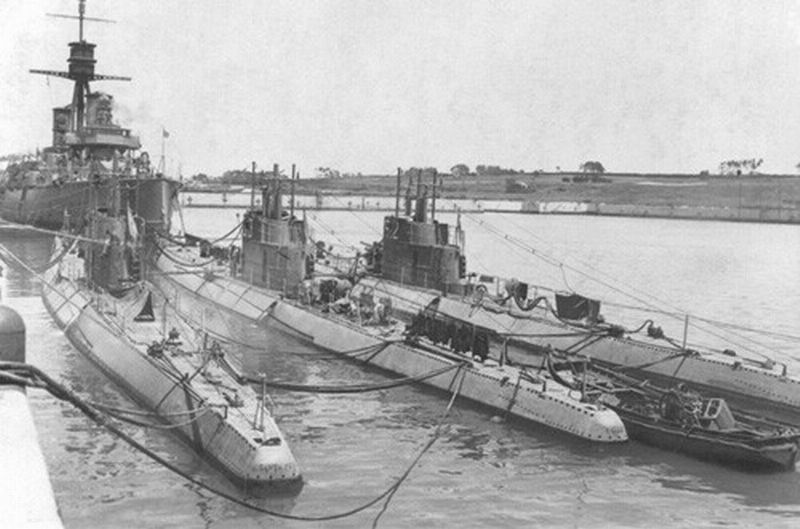
Les trois sous-marins de la classe Tarantinos amarrés devant leur navire de soutien General Belgrano à la base navale de Mar del Plata, sur une photo de 1937

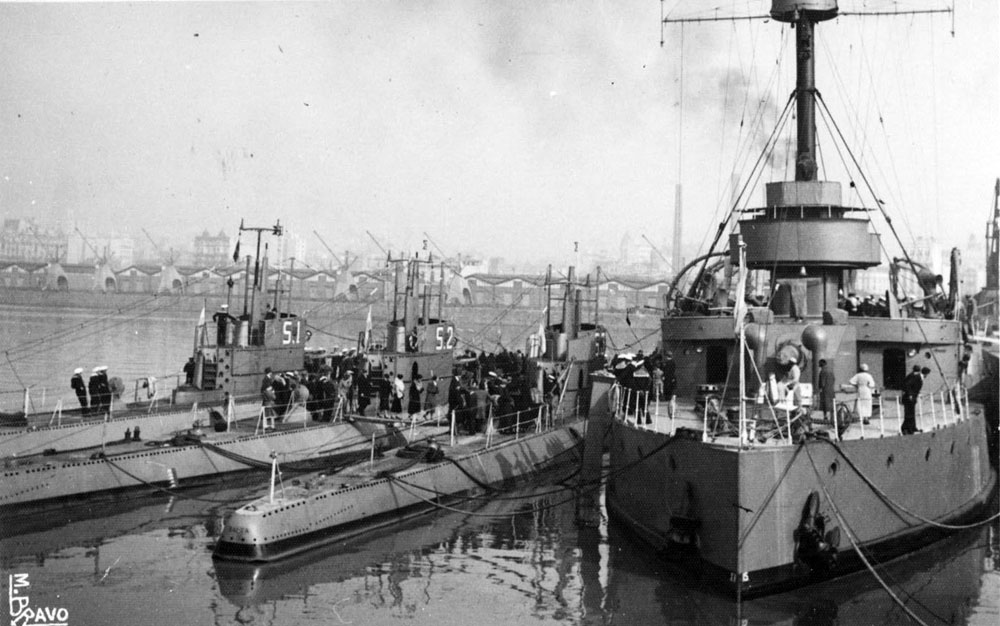
Les trois sous-marins de la classe Tarantinos amarrés à côté du ravitailleur ARA Independencia sur une photo de 1947 ou 1948.

Les trois unités de la classe Tarantinos, ainsi nommées parce qu'elles ont été construites à Tarente, appartenaient au type "Cavallini" et ont été achetées après l'approbation de la loi 11.378, intitulée "Renovación del Material Naval", publiée le 29 septembre 1926, qui autorisait l'achat à l'étranger de deux groupes, composés chacun de trois unités, de sous-marins, formant en même temps la "Fuerza de Submarinos" à la base navale de Mar del Plata,. Les trois premières unités ont été commandées en Italie le 12 octobre 1927, en tant que subversion de la classe Settembrini de la Regia Marina, et construites au chantier naval Cantieri navali Tosi di Taranto (TOSI) de Tarente.
Baptisées S-1 Santa Fé, S-2 Santiago del Estero et S-3 Salta, les trois unités ont quitté Tarente le 26 février 1933 et sont arrivées à Buenos Aires, en Argentine, le 7 avril de la même année, après un voyage de 7 000 milles nautiques (12 960 km) , via Las Palmas et les îles Canaries. À partir du 3 septembre de la même année, les trois sous-marins, qui constituaient le "Grupo de Sumergibles", ont rejoint le croiseur cuirassé General Belgrano, qui a été pendant de nombreuses années leur navire de soutien à la base navale de Mar del Plata,.

En 1938, l'équipage du Santa Fé a été décoré d'une récompense civile pour avoir sauvé un bateau de pêche local en difficulté au large de Cabo Corrientes, tandis que le Santiago del Estero a établi le record de la plus grande profondeur atteinte, en plongeant dans les eaux de l'Atlantique Sud à une profondeur de 114 m (1 100 pieds). Après la fin de la Seconde Guerre mondiale, les trois sous-marins ont remplacé le canon antiaérien original de 40 mm par un système double pour les canons Bofors de 40/60 mm. En 1955, le Santiago del Estero, sous le commandement du capitaine de corvette Juan Bonomi, a participé au blocus du Rio de la Plata pendant la Revolución Libertadora (16 septembre), en luttant contre un groupe de pilotes de chasse Gloster Meteor Mk F.4 fidèle au président déchu Juan Domingo Perón.
Les trois unités sont restées en service pendant de nombreuses années, la dernière, le Salta, ayant été désaffectée avec l'arrivée des deux premières unités de classe Balao de fabrication américaine.
Le Santa Fé a été désaffecté le 14 septembre 1956, le Santiago del Estero le 23 avril 1959 et le Salta le 3 août 1960. Les coques du Salta et du Santiago del Estero ont été achetées par un particulier qui les a converties en réservoirs de transport de carburant en les employant le long du cours du Río Paraná. Le Santa Fé a été mis au rebut,

## Caractéristiques
La classe Tarantinos déplaçaient 935 tonnes en surface et 1 155 tonnes en immersion. Les sous-marins mesuraient 64,24 mètres de long, avaient une largeur de 6,68 mètres et un tirant d'eau de 5,05 mètres. Ils avaient une profondeur de plongée opérationnelle de 80 mètres. Leur équipage comptait 40 officiers et soldats.
Pour la navigation de surface, les sous-marins étaient propulsés par deux moteurs diesel TOSI de 1 500 chevaux (1 119 kW), chacun entraînant un arbre d'hélice. En immersion, les hélices étaient entraînées par un moteur électrique Ansaldo de 1 400 chevaux-vapeur (1 030 kW). Ils pouvaient atteindre 17,5 noeuds (32,4 km/h) en surface et 8 noeuds (14,8km/h) sous l'eau. En surface, la classe Tarantinos avait une autonomie de 7 100 milles nautiques (13 150 km) à ? nœuds. Ils avaient une capacité d'emport de 90 t de carburant.
Les sous-marins étaient armés de huit tubes lance-torpilles de 53,3 centimètres, quatre à la proue et quatre à la poupe, pour lesquels ils transportaient au total 12 torpilles. Ils étaient également armés d'un seul canon de pont 102/35 Model 1914 (4 pouces) à l'avant de la tour de contrôle (kiosque) pour le combat en surface. Leur armement anti-aérien consistait en un canon anti-aérien Bofors de 40/60 mm.

## Navires de la classe
| Sous-marin          | Chantier                                        | Début de construction | Lancement       | Entrée en service | Destination finale          |
| ------------------- | ----------------------------------------------- | --------------------- | --------------- | ----------------- | --------------------------- |
| Santa Fé            | Cantieri navali Tosi di Taranto (TOSI), Tarente | 28 mai 1928           | 29 juillet 1931 | 26 octobre 1932   | Radié le 14 septembre 1956. |
| Santiago del Estero | Cantieri navali Tosi di Taranto (TOSI), Tarente | 28 mai 1928           | 28 mars 1932    | 25 janvier 1933   | Radié le 23 avril 1959.     |
| Salta               | Cantieri navali Tosi di Taranto (TOSI), Tarente | 28 mai 1928           | 17 janvier 1932 | 25 janvier 1933   | Radié en 1960.              |